# اووه زاور
اووه زاور (به آلمانی: Uwe Sauer) (زادهٔ ۳۰ اوت ۱۹۴۳ میلادی) یک سواراکار مرد و قهرمان المپیک اهل کشور آلمان است. وی متولد شهر هامبورگ است. وی مدال طلای بازی‌های المپیک تابستانی ۱۹۸۴ لس آنجلس را در رشتهٔدرساژ و در بخش تیمی با اسبی به نام مونتویدئو بدست آورده‌است.
اووه زاور به همراه اسبش مونتویدئو در مسابقات قهرمانی درساژ اروپا سال ۱۹۸۳ نیز شرکت کرد و توانست مدال برنز انفرادی این مسابقات را بدست بیاورد و به تیم آلمان غربی کمک کند تا دو دوره پی در پی در سالهای ۱۹۸۳ و ۱۹۸۵ مدال تیمی طلای خود را در این مسابقات حفظ کند. اووه زاور همچنین در مسابقات المپیک ۱۹۸۴ لس آنجلس به همراه توانست مدال طلا را به صورت تیمی و مقام ششم را به‌طور انفرادی بدست آورد. از دیگر موفقیت‌های مهم او می‌توان به مدال طلای تیمی و نقرهٔ انفرادی ۱۹۸۴ و همین‌طور ۱۹۸۵ قهرمانی آلمان اشاره کرد.